# Bojnitsa
Bojnitsa of Boynitsa (Bulgaars: Бойница) is een dorp in de  Bulgaarse  oblast Vidin. Het dorp Bojnitsa is het administratieve centrum van de gelijknamige gemeente Bojnitsa, bestaande uit acht dorpen. De gemeente Bojnitsa is met 763 inwoners (peildatum: 2021) de op een na kleinste gemeente van Bulgarije (op Trekljano na), terwijl het dorp Bojnitsa 308 inwoners had. Net als bijna alle plattelandsgebieden in Noordwest-Bulgarije neemt ook de bevolking van Bojnitsa sinds de twintigste eeuw in een razendsnel tempo af.

## Etymologie
Het  Bulgaarse woord ‘bojnitsa’ betekent "pijlspleet", hoewel ‘boj’ in Slavische talen vaak voorkomt in woorden die verband houden met (ge)vechten, en -itsa in veel voorkomende gevallen een Bulgaars achtervoegsel is voor plaatsnamen.

## Ligging
Het dorp Bojnitsa ligt 35 kilometer ten westen van de provinciale hoofdstad Vidin en 250 kilometer ten noordwesten van de nationale hoofdstad Sofia. De Servische grens ligt op zo’n 10 kilometer afstand. 
De gemeente Bojnitsa ligt in het noordwestelijke deel van de regio Vidin. Met een oppervlakte van 183,361 vierkante kilometer neemt het de achtste plaats in van de 11 gemeenten van het district, wat 6,13% van het grondgebied van de oblast uitmaakt. De grenzen zijn als volgt:
- in het noordoosten - de gemeente Bregovo;
- in het oosten - gemeente Vidin;
- in het zuiden - gemeente Koela;
- in het westen en noorden - Servië.

## Bevolking
Op 31 december 2019 telde het dorp Bojnitsa 359 inwoners, een drastische afname vergeleken met 3.573 inwoners in 1934. De gemeente Bojnitsa telde 859 inwoners, bijna twaalfmaal minder dan in 1934.
| Jaar              | 1934   | 1946  | 1956  | 1965  | 1975  | 1985  | 1992  | 2001  | 2011  | 2021 |
| dorp Bojnitsa     | 3.573  | 3.563 | 3.006 | 2.212 | 1.778 | 1.364 | 1.171 | 788   | 456   | 308  |
| gemeente Bojnitsa | 10.037 | 9.949 | 8.805 | 7.297 | 5.466 | 4.121 | 3.330 | 2.270 | 1.341 | 763  |

In 2021 was de gemeente Bojnitsa de meest vergrijsde gemeente van Bulgarije. In 2021 was 55,4% van de bevolking 65 jaar of ouder (landelijk: 23,5%).

### Religie
In de volkstelling van 1 februari 2011 was het invullen van een geloofsovertuiging optioneel. Van de 1.341 mensen die werden geregistreerd bij de volkstelling van 2011 kozen 650 personen (48%) ervoor om hun religieuze overtuiging niet te specificeren. De Bulgaars-Orthodoxe Kerk had de meeste aanhangers (78%), gevolgd door personen zonder religieuze overtuiging (5%). Van de respondenten had 16% het censusformulier blanco gelaten.
|                              | Aantal | Percentage (%) | Percentage (%) |
| 1341                         | Totaal | Respondenten   |                |
| ---------------------------- | ------ | -------------- | -------------- |
| Bulgaars-Orthodoxe Kerk      | 537    | 40,04          | 77,71          |
| Katholieke Kerk in Bulgarije | -      | -              | -              |
| Protestantisme               | 4      | 0,30           | 0,58           |
| Islam in Bulgarije           | -      | -              | -              |
| Overig                       | -      | -              | -              |
| Onkerkelijk                  | 35     | 2,61           | 5,07           |
| Onbekend                     | 113    | 8,43           | 16,35          |
| Geen antwoord                | 650    | 48,47          | -              |

## Nederzettingen
De gemeente Bojnitsa bestaat uit de onderstaande acht dorpen:
| - Bojnitsa (hoofdplaats) - Borilovets - Gradskovski Kolibi - Kanits | - Perilovets - Rabrovo - Sjipikova Machala - Sjisjentsi |

## Referentie
Belogradtsjik - Bojnitsa - Bregovo - Dimovo - Gramada -  Koela - Makresj - Novo Selo - Roezjintsi - Tsjoeprene - Vidin